# Stefanie Martini
Stefanie Martini (Bristol, Inglaterra, 6 de octubre de 1990) es una actriz británica, más conocida por haber interpretado a Mary Thorne en la película Doctor Thorne.

## Carrera
En 2016 se unió al elenco principal de la serie Doctor Thorne, donde interpretó a Lady Mary Thorne. En 2017 se unió al elenco de la serie Prime Suspect 1973, donde da vida a Jane Tennison de joven hasta ahora. Ese mismo año se unió al elenco recurrente de la miniserie Emerald City, donde interpretó a Lady Ev, la princesa de Ev.

## Filmografía

### Series de televisión
| Año           | Título             | Personaje                | Notas           |
| ------------- | ------------------ | ------------------------ | --------------- |
| 2017-presente | Prime Suspect 1973 | Jane Tennison            | 6 episodios     |
| 2017          | Emerald City       | Lady Ev                  | 7 episodios     |
| 2016          | Doctor Thorne      | Lady Mary Thorne-Gresham | 3 episodios     |
| 2016          | Endeavour          | Georgina Mortmaigne      | episodio "Prey" |

### Películas
| Año  | Título                  | Personaje          | Notas                                                                                                   |
| ---- | ----------------------- | ------------------ | --- |
| 2019 | Hurricane: Squadron 303 | Phyllis Lambert    | junto a Iwan Rheon, Milo Gibson, Marcin Dorocinski, Teresa Mahoney, Nicholas Farrell y Sam Hoare        |
| 2017 | Crooked House           | Sophia de Haviland | junto a Amanda Abbington, Christina Hendricks, Gillian Anderson, Glenn Close, Terence Stamp y Max Irons |